# Moon 44 - Attacco alla fortezza
Moon 44 - Attacco alla fortezza è un  film di fantascienza del 1990, diretto da Roland Emmerich.

## Trama
Nella Terra del 2038 le risorse naturali del pianeta sono state completamente esaurite e la popolazione non è più divisa in nazioni, ma in corporazioni, che si contendono con ogni mezzo i diritti minerari per lo sfruttamento delle materie prime sui pianeti e le lune del sistema solare. Moon 44 ospita una colonia mineraria, difesa da una forza combinata i cui componenti appartengono a due categorie costrette a collaborare anche se divise da insanabili dissidi: i giovanissimi navigatori, di base a terra, dirigono i piloti, criminali incalliti, alla guida dei mezzi da combattimento. Quando due shuttle da trasporto carichi di prezioso minerale scompaiono misteriosamente, l'agente Stone è inviato sotto copertura ad investigare. Il responsabile è la Pyrite, una corporazione rivale, che esce allo scoperto attaccando direttamente Moon 44. Ne segue una grande battaglia, al termine della quale Stone riesce a rintracciare il carico trafugato.